# Songs from the West Coast
Songs from the West Coast é o vigésimo sexto álbum do cantor britânico Elton John. Lançado no dia  1 de Outubro de 2001.

## Capa do disco
O restaurante mostrado na capa do álbum é o Rae's Restaurant, que é frequentemente usado como local para muitas sessões de filmagem em Los Angeles, incluindo Amor à Queima-Roupa, de 1993, e Os Reis de Dogtown, de 2005. O marido de John, David Furnish, e seu diretor de operações, Bob Halley, aparecem na capa do álbum: Furnish como um cowboy no bar e Halley como o homem sendo algemado. 

## Faixas
Compõem o disco as faixas:
| N.º | Título                                | Duração |  |
| 1.  | "The Emperor’s New Clothes"           | 4:29    |  |
| 2.  | "Dark Diamond"                        | 4:27    |  |
| 3.  | "Look Ma, No Hands"                   | 4:22    |  |
| 4.  | "American Triangle"                   | 4:49    |  |
| 5.  | "Original Sin"                        | 4:49    |  |
| 6.  | "Birds"                               | 3:52    |  |
| 7.  | "I Want Love"                         | 4:35    |  |
| 8.  | "The Wasteland"                       | 4:21    |  |
| 9.  | "Ballad Of The Boy In The Red Shoes"  | 4:52    |  |
| 10. | "Love Her Like Me"                    | 3:58    |  |
| 11. | "Mansfield"                           | 4:53    |  |
| 12. | "This Train Don’t Stop There Anymore" | 4:38    |  |

## Clipes
O videoclipe da música I Want Love foi dirigido por Sam Taylor-Wood e apresenta o ator Robert Downey Jr., que faz a sincronização labial da música. Ele é a única pessoa a aparecer no vídeo. O vídeo inteiro é um tiro no escuro, onde a câmera segue Downey de sala em sala de uma grande casa vazia (Greystone Mansion).
O videoclipe da música "This Train Don't Stop There Anymore" apresenta Justin Timberlake, representando um jovem John.
O videoclipe da música "Original Sin" apresenta Elizabeth Taylor e Mandy Moore. Ele também apresenta John interpretando o pai do personagem de Moore e o marido do personagem de Taylor. Moore foi o centro do vídeo, que interpreta um grande fã de Elton John dos anos 1970, que é transportado por um sonho (à la O Mágico de Oz) para um de seus shows, onde socializa com várias celebridades da época (Bette Midler , Sonny & Cher, Barbra Streisand etc.) interpretadas por sósias. Então, no final, ela acorda e o personagem de John pergunta: "Quem é esse Elton John, afinal?" Ele também tem uma mistura de dança otimista com a música.

## Recepção da crítica
Barry Walters, da revista especializada em música americana Rolling Stone, classificou o disco com quatro estrelas de cinco e anotou que: "Voltando às suas raízes e outros enfeites soa bem no papel, mas sua voz e seus reflexos mudam, as técnicas de gravação evoluem e as modas mudam. Talvez você tenha realmente crescido, mesmo que seu público não tenha."

## Prêmios

### Grammy Awards
| Ano  | Trabalho                  | Categoria                        | Resultado | Ref.   |
| ---- | ------------------------- | -------------------------------- | --------- | ------ |
| 2002 | Songs from the West Coast | Melhor álbum vocal de pop        | Indicado  | [ 9 ]  |
| 2002 | I Want love               | Melhor performance masculina pop | Indicado  | [ 9 ]  |
| 2003 | Original Sin              | Melhor performance masculina pop | Indicado  | [ 10 ] |